# Response (Judentum)
Responsen (von lateinisch responsa „Antworten“; hebräisch שאלות ותשובות She’elot uTeshuvot, deutsch ‚Fragen und Antworten‘) waren im Mittelalter und der Neuzeit Anfragen rechtlicher Art an eine jüdische halachische Autorität mit dem Ziel, eine normative Entscheidung (Psak din) auf die Anfrage zu erhalten.
Die rabbinischen Responsen stellen eine besondere Klasse der rabbinischen Literatur dar, die sich in Form, aber nicht notwendigerweise im Inhalt von den übrigen rabbinischen Kommentaren unterscheiden, wie die der Exegese der hebräischen Bibel, der Mischna, des Talmud und der Halach, also den jüdischen Religionsgesetzen.
Diese Bescheide, die der Findung der Halacha dienen, wurden und werden in „Responsensammlungen“ gesammelt. Viele dieser Anfragen tragen einen hypothetischen Charakter und wurden von Rabbinern zur Absicherung der eigenen Auffassung an einen bekannten jüdischen Rechtsgelehrten gestellt. Historisch-kritisch betrachtet, lassen Responsen Rückschlüsse auf Probleme und Lebensumstände der Juden in ihrer nichtjüdischen Umwelt zu. Beispielsweise behandeln Responsen Beziehungen zu nichtjüdischen Handelspartnern oder Bediensteten, das Verhalten gegenüber Zwangsgetauften etc.
Einige Formeln sowie ihre Platzierung wurden nach Ignaz Goldziher der Tradition islamischer Fatwas entnommen.